# 再起動
再起動（さいきどう）、リブート (reboot) は、コンピューター関連分野において、動作中のコンピュータシステムが、故意または意図せずに再度始動するプロセス。再起動には、システムの電源を物理的に切断するハードリブート（コールドリブートとして知られる）と、電源供給の中断やリセット線を必要としないソフトリブート（ウォームリブートとして知られる）が挙げられる。
コンピュータなどの機器の電源を一度落として（シャットダウン）、再度起動させる、もしくはソフトウェアを一度終了し、再度起動させるなどの手順が取られる。主に設定変更の適用、エラーの回復などの目的で用いられる。
なお、再起動と同義の用語として再始動（さいしどう）やリスタート (restart) などがあり、特にソフトウェアの再起動を示してこれらの用語が用いられることがある。

## ハードウェアリブート
ハードウェアリブート（コールドリブート、コールドブート、又はコールドリスタートとしても知られる）とは、コンピュータへの電源供給を故意に遮断し、そして供給すること。オペレーティングシステムからはいかなるシャットダウン手順も実行する機会がないため、処理中にディスクキャッシュがファイルシステムへ書き込まれなかった場合、データの損失または異常が生じる危険性がある。再度コンピュータを起動した後、ファイルシステムは状態異常に陥っている可能性があるため、ディスク上のファイルシステム構造の整合チェックの実行を必要とする。最悪の場合、その異常はオペレーティングシステムの起動に必要なファイルに影響する恐れがあり、その場合は再度の起動を阻害する。
ハードウェアリブートは、電源喪失（停電）や偶発的な事故に起因する場合と、システムが反応しない、または重大なエラーに対する唯一のリセット方法として、故意の手段として用いられる場合がある。さらには、RAMから暗号化キーにアクセスする侵入者にも用いられ、このケースではコールドブートアタックと呼ばれる。電源喪失から、読み込みが可能な数秒・数分に渡って記憶内容の収集が可能なため、コールドブートアタックは対象となるDRAMとSRAMのデータ残存特性に依存する。
しかし、他の種類のリセットでも電源喪失の手順と同様にオペレーティングシステムを終了させる場合がある。例として、
- システムリセットボタンによるリセット
- 先のOSがシャットダウンされなかった場合の IPL (Initial Program Load)
- IBM メインフレームにおける POR (en:Power-on reset)

継続的で冗長な電源供給は、重要なシステムを予期しない電源喪失による再起動やシャットダウンから防ぐ為に用いられることもある。このような形態のシステムについては、冗長化の項目を参照のこと。

## ソフトウェアリブート
ソフトウェアリブート（ウォームリブートとして知られる）は、突然の電源喪失またはハードウェアベースのリセットを引き金とせず、ソフトウェア制御の下でのコンピュータの標準的な再起動に必要とされる。

## ユーザーやアプリケーションによる再起動
システムやハードウェアの設定・変更を適用するために、インストーラが再起動を要求することがある。起動時に読み込まれるファイルの追加を適用するために行われる。また、ソフトウェアによっては再ログオンで済むものもある。

## システムによる再起動
カーネルに障害が発生したり、システムが使用するメモリに不正があった場合に、ブルースクリーンが起動し強制的に再起動することがある。

## reboot (UNIXコマンド)
Unix系OSにおいて、reboot はシステムの再起動を指示するコマンドとして用いられる。同種の制御コマンドには shutdown、halt、 fasthalt、fastboot などがあり、OS、ディストリビューション等により、利用できるコマンドやオプションに細かな違いがある。fastboot が利用できる環境では reboot と同等の効果が得られ、いずれも shutdown -r -q -f now と同じ意味となる。
Linux で用いられる reboot コマンドのオプションの一例を下記に示す。
| オプション | 効果                                                                                     |
| ---------- | ---------------------------------------------------------------------------------------- |
| -n         | 再起動または停止よりも前に同期を行わない。                                               |
| -w         | 実際に再起動または停止をせず、/var/log/wtmp へシステム停止の記録を書き出すだけに留める。 |
| -d         | wtmp レコードへの書き出しを行わない。（-n オプションは -d を含む）                       |
| -f         | 強制的に停止または再起動を行い、shutdown(8) をコールしない。                             |
| -i         | 停止または再起動後に全てのネットワーク・インターフェースをシャットダウンする。           |